# Fórmula Arria

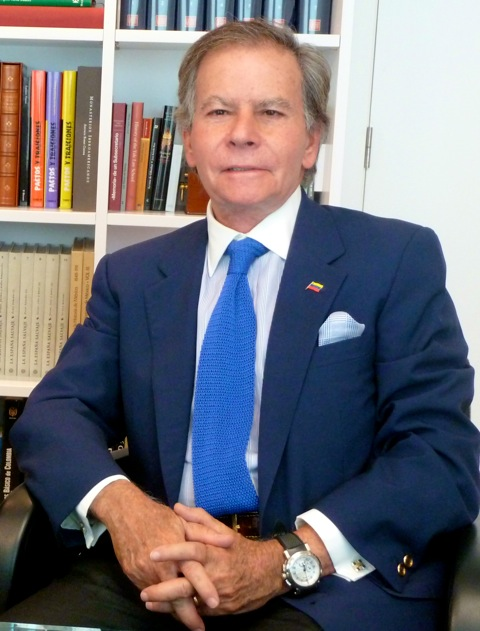
Diego Arria.

La Fórmula Arria es un proceso de consultas informales en el Consejo de Seguridad de la Organización de Naciones Unidas impulsado en 1992 cuando el diplomático venezolano Diego Arria presidía dicho organismo. El proceso de consultas permitió el acceso de personalidades y organizaciones como Nelson Mandela o la Cruz Roja Internacional a una organización antes considerada por algunos como hermética. El éxito y las capacidades demostradas por Arria fueron tomadas en cuenta por la organización y hasta 2007 se desempeñó como Secretario General Adjunto de la ONU y consejero especial del Secretario General Kofi Annan.